# Interstate 296
Pour les articles homonymes, voir Route 296.
L'Interstate 296 ( I-296 ) est une autoroute inter-États du Michigan. Elle est longue de 3,43 milles (5,52 km) et s’étend entièrement dans la région de Grand Rapids. Ses extrémités sont l’I-196 près du centre-ville de Grand Rapids et l’I-96 sur le côté nord de Grand Rapids à Walker. L'I‑296 partage son tracé avec la US 131 sur la plus grande partie de sa longueur, cette dernière continuant plus au nord et au sud. L'I-296 a été proposée à la fin des années 1950 et a été ouverte en décembre 1962. Depuis la complétion de la US 131, et pour éviter la confusion avec cette dernière, le Michigan Department of Transportation (MDOT) a supprimé toute signalisation mentionnant l'I-296, et l’a également supprimée de sa carte officielle de l'État. Néanmoins l’I-296 est toujours inscrite sur la carte du réseau routier inter-États tenu par la Federal Highway Administration (FHWA).

## Historique
L'US Route 131 a été officiellement ouverte le 17 décembre 1962, entre Pearl Street et (à l'époque) l'I‑196 / US 16 au nord du centre-ville. Ce tronçon d'autoroute englobait toute l'I-296, qui reliait l'I-196 au nord de la ville à l'I-96 au centre-ville.
À la fin des années 1979, le Michigan Department of Transportation a déterminé que la signalisation de l'I-296 était "une source potentielle de confusion pour les automobilistes". En avril 1979, la Federal Highway Administration a accepté d’étudier la proposition du MDOT d'éliminer toute signalisation et toute référence cartographique concernant l’I-296.
Le 22 juin 1979, le MDOT a demandé à l'American Association of State Highway and Transportation Officials (AASHTO) l'autorisation d'effectuer ce changement, en déclarant que "la signalisation de l'I-296 ne servait à rien d'autre qu'à désigner un itinéraire inter-États", ce que l'AASHTO a approuvé le 13 octobre.
Le 24 octobre de la même année, le MDOT a également demandé à la FHWA l'autorisation officielle de supprimer toute signalisation et toute référence cartographique à la I-296. La FHWA a accordé l'autorisation le 3 décembre 1979, à condition que le MDOT continue à utiliser la désignation sur les documents officiels.
L'autorisation a explicitement maintenu la route dans le système Interstate entre autres pour des raisons de financement. La dernière carte du Michigan à indiquer la désignation I-296 a ainsi été publiée en 1979. D'autres cartes, comme celle publiée par la Kent County Road Commission, indiquent parfois l'I‑296, et la FHWA inclut cette signalisation dans son registre des routes et de l’Interstate Highway system.

## Liste des sorties
| Interstate 296                            |              |      |      |        |                                                                          |                                                                                |
| Comté                                     | Municipalité | mi   | km   | Sortie | Intersections / Destinations                                             | Notes                                                                          |
| Kent                                      | Grand Rapids | 0,00 | 0,00 | 86     | I-196 (Gerald R. Ford Freeway) – Lansing, Holland US 131 sud – Kalamazoo | Indiqué sortie 86A (est) et 86B (ouest); terminus sud du multiplex avec US 131 |
| Kent                                      | Grand Rapids | 0,82 | 1,31 | 87     | Leonard Street                                                           |                                                                                |
| Kent                                      | Grand Rapids | 1,57 | 2,52 | 88     | Ann Street                                                               |                                                                                |
| Kent                                      | Walker       | 2,65 | 4,26 | 89     | US 131 nord – Cadillac                                                   | Terminus nord du multiplex avec US 131                                         |
| Kent                                      | Walker       | 2,96 | 4,76 | 89     | I-96 est / M-37 (en) sud – Lansing                                       | Sortie direction nord seulement                                                |
| Kent                                      | Walker       | 3,19 | 5,13 | 89     | M-37 (en) nord (Alpine Avenue)                                           | Sortie direction nord seulement                                                |
| Kent                                      | Walker       | 3,39 | 5,46 | 89     | I-96 ouest – Muskegon                                                    | Sortie 31A de l'I-96 est                                                       |
| - Terminus de multiplex - Accès incomplet |              |      |      |        |                                                                          |                                                                                |